# Fragment de dédicace de Fufius
Le Fragment de dédicace de Fufius est une inscription latine en calcaire conservée au musée Saint-Raymond datée de 47 av. notre ère.
Il s'agit d'une dédicace avec une mention du consul Quintus Fufius, rappelant l'édification d'un temple et les aménagements de l'aire de culte.
À l'heure actuelle, il s'agit de la plus ancienne inscription latine des Gaules.

## Historique de l'oeuvre
L'inscription a été découverte à Vieille-Toulouse, près de la ferme de Borde Basse, en 1879.
Elle se trouvait non loin du fanum de Baulaguet avec lequel on pourrait peut-être la mettre en relation, même si rien n'atteste que le temple en question soit celui de Vieille-Toulouse.
Elle est exposée au deuxième étage du musée Saint-Raymond où elle est inventoriée sous le numéro 31016.

## Description
Elle mesure 38 cm de haut et 65 cm de large.
L'inscription n'est pas complète, il manque la moitié gauche.
On peut lire :
« FVFIO.COS / EDEM.BASIM.ET.SOLARI / VND.COIR. /
VIS.CIRRAT. / S SVRVS / IOR.L.L.S.L.C /
NVS.TREB.LS //
DIALLVS.ATT.P.S / HILAR.FLAVI.M.S.L.C / PHILODAM
VOLVSI C.S /
PHI... DAR.CVRIATI.AP.S »
La traduction peut être la suivante :
« Sous le consulat de Publius Vatinius et de Quintus Fufius, prirent soin de faire édifier (...) un temple, un socle et une terrasse (...)(...)s Cirratus, (...)s Surus, (...)ior, escalve des deux Lucius (fonction ?), (...)nus, esclave de Publius Trebius, Diallus, esclave de Publius Attius, Hilarus, esclave de Marcus Flavius, (fonction ?), Philodamus, esclave de Caius Volusius, Phi(o?)dar, esclave de Appius Curiatus. »
Elle commémore l'élévation d'un temple (aedes), un socle d'une statue ou inscription (basis) et d'un espace ouvert (solarium). Elle porte la mention de six esclaves : Diallus, Philodamus et Phi(o?)dar ont des surnoms grecs ; Hilarus était un surnom latin très répandu. 
Les maîtres ne sont désignés que par le gentilice et le prénom, comme l'usage le veut à la fin de la République. Deux autres semblent d'origine orientale.

### Articles associés
Corpus Inscriptionum Latinarum